# Dipseudopsis doehleri
Dipseudopsis doehleri là một loài Trichoptera trong họ Dipseudopsidae. Loài này có ở Afrotropisch và miền Ấn Độ - Mã Lai.